# Nekrolog 1466
Nekrolog
◄◄
| ◄
| 1462
| 1463
| 1464
| 1465
| 1466 | 1467 | 1468 | 1469 | 1470 | ► | ►►
Weitere Ereignisse | Allgemeiner Nekrolog 1466
Die Beschreibung der verstorbenen Person sollte so kurz wie möglich gehalten sein und nur deren signifikante Tätigkeit(en) enthalten.
Neue Namen ggf. auch unter dem Geburts- und Sterbedatum, also etwa unter 1. Januar und im Geburts- und Sterbejahr (2024) eintragen (nur bei entsprechender großer Wichtigkeit). Für Beispiele siehe die schon vorhandenen Artikel.
Außerdem über die fünf zuletzt Verstorbenen, zu denen es einen ausreichend guten Artikel für eine Präsentation auf der Hauptseite gibt, nach der todesbedingten Überarbeitung der Artikel ggf. auch unter Wikipedia Diskussion:Hauptseite informieren und sie am besten auch in den anderen Wikipedia-Sprachversionen eintragen. Tipp: Regelmäßig bei news.google.de nach „ist tot“, „gestorben“ oder „verstorben“ suchen.
Wenn eine Person gestorben ist, gibt es viele Seiten zu dieser Person in der Wikipedia, die davon auch betroffen sind und entsprechend aktualisiert werden müssen. Beispiele: Namenübersichtsseite, Geburtsjahr, Geburtsort-Seiten und viele mehr.
Wie finde ich die betroffenen Seiten?
Im Suchfeld auf der linken Seite gibt man den Suchbegriff so ein: „Vorname Nachname“. Dann klickt man auf Volltext und alle Seiten mit entsprechendem Suchtext werden aufgerufen. Hier sieht man dann schnell, wo auch das Todesjahr Sinn macht oder sogar ein Teil des Artikels angepasst werden muss. Auch hilft das „Werkzeug“ auf der linken Seite sehr gut, um solche Seiten aufzufinden: „Links auf diese Seite“. Somit ist die Wikipedia wieder aktuell in allen Bereichen! Hinweis: bei Eintragung der Kategorie „Gestorben JAHR“ wird der Missbrauchsfilter 49 ausgelöst, was jedoch nicht schlimm ist. Siehe: Spezial:Missbrauchsfilter/49
Dies ist eine Liste von im Jahr 1466 verstorbenen bekannten Persönlichkeiten. Die Einträge erfolgen innerhalb der einzelnen Daten alphabetisch sortiert. Tiere sind im Nekrolog für Tiere zu finden.

## Januar
| Tag        | Name            | Beruf, bekannt als                     | Alter | Beleg |
| ---------- | --------------- | -------------------------------------- | ----- | ----- |
| 31. Januar | Arnold Westphal | deutscher römisch-katholischer Bischof |       |       |

## Februar
| Tag         | Name                    | Beruf, bekannt als                   | Alter | Beleg |
| ----------- | ----------------------- | ------------------------------------ | ----- | ----- |
| 16. Februar | Burkhard von Weißpriach | Erzbischof von Salzburg und Kardinal |       |       |

## März
| Tag      | Name                        | Beruf, bekannt als                                                                                  | Alter | Beleg |
| -------- | --------------------------- | --------------------------------------------------------------------------------------------------- | ----- | ----- |
| 6. März  | Francesco I. Sforza         | Gründer der Dynastie der Sforza in Mailand                                                          | 64    |       |
| 7. März  | Georg von Andlau            | Domherr und Dompropst in Basel, Propst des Kollegiatstifts Lautenbach, Rektor der Universität Basel |       |       |
| 9. März  | Dietrich III. von Bocksdorf | Bischof von Naumburg                                                                                |       |       |
| 14. März | Rucker von Lauterburg       | Rektor der Universität Leipzig, Domherr in Speyer, Generalvikar des Bistums Speyer                  |       |       |

## April
| Tag       | Name                     | Beruf, bekannt als              | Alter | Beleg |
| --------- | ------------------------ | ------------------------------- | ----- | ----- |
| 10. April | Johann V.                | Graf von Hoya (1426–1466)       |       |       |
| 11. April | Johann III. von Grumbach | Fürstbischof von Würzburg       |       |       |
| 11. April | Guillaume de Varax       | Bischof von Bellay und Lausanne |       |       |
| 13. April | Albrecht Pfister         | deutscher Buchdrucker           |       |       |
| 13. April | Burkhard II. von Randegg | Bischof von Konstanz            |       |       |
| 26. April | Giovanni Tortelli        | italienischer Humanist          |       |       |

## Mai
| Tag     | Name                  | Beruf, bekannt als     | Alter | Beleg |
| ------- | --------------------- | ---------------------- | ----- | ----- |
| 22. Mai | Stjepan Vukčić Kosača | Herzog der Herzegowina |       |       |

## Juni
| Tag      | Name             | Beruf, bekannt als                             | Alter | Beleg |
| -------- | ---------------- | ---------------------------------------------- | ----- | ----- |
| 30. Juni | Peter von Aragón | portugiesischer Politiker und Oberbefehlshaber |       |       |

## Juli
| Tag      | Name               | Beruf, bekannt als                                               | Alter | Beleg |
| -------- | ------------------ | ---------------------------------------------------------------- | ----- | ----- |
| 16. Juli | Lazzaro Scarampi   | italienischer Kleriker, Bischof von Como                         |       |       |
| 28. Juli | Jean de Luxembourg | Herr von Haubourdin, Admiral der Niederlande außerhalb Flanderns |       |       |

## August
| Tag        | Name                             | Beruf, bekannt als                                      | Alter | Beleg |
| ---------- | -------------------------------- | ------------------------------------------------------- | ----- | ----- |
| 13. August | Ital Reding der Jüngere          | Schwyzer Landammann und Hauptmann im Alten Zürichkrieg  |       |       |
| 16. August | Winnemar Gruters von Wachtendonk | Priester, Offizial und Generalvikar des Erzbistums Köln |       |       |
| 20. August | Heinrich                         | Herr zu Mecklenburg-Stargard                            |       |       |
| August     | Hacı I. Giray                    | Begründer des Khanats der Krim                          |       |       |

## September
| Tag           | Name                   | Beruf, bekannt als                             | Alter | Beleg |
| ------------- | ---------------------- | ---------------------------------------------- | ----- | ----- |
| 4. September  | Giacomo Tebaldi        | Erzbischof von Neapel und Kardinal             |       |       |
| 6. September  | Henri Arnaut de Zwolle | flämischer Arzt, Astronom und Musiktheoretiker |       |       |
| 26. September | Ulrich I.              | Sohn des Häuptlings Enno Cirksena von Norden   |       |       |

## Dezember
| Tag          | Name          | Beruf, bekannt als      | Alter | Beleg |
| ------------ | ------------- | ----------------------- | ----- | ----- |
| 13. Dezember | Donatello     | italienischer Bildhauer |       |       |
| 26. Dezember | Ralph Shirley | englischer Esquire      |       |       |

## Datum unbekannt
| Tag | Name                  | Beruf, bekannt als                                        | Alter | Beleg |
| --- | --------------------- | --------------------------------------------------------- | ----- | ----- |
|     | Walter Back           | Priester und Offizial in Köln                             |       |       |
|     | Johannes Fust         | Anwalt und Buchdrucker                                    |       |       |
|     | Tideman Hadewerk      | Ratsherr der Hansestadt Lübeck                            |       |       |
|     | Heinrich Lange        | Bürgermeister der Hansestadt Lüneburg und Chronist        |       |       |
|     | Gerhard von Minden    | Bürgermeister der Hansestadt Lübeck                       |       |       |
|     | Isotta Nogarola       | italienische Humanistin und Autorin                       |       |       |
|     | Enguerrand Quarton    | französischer Maler und Buchmaler des späten Mittelalters |       |       |
|     | Hans Schlief          | Bürgermeister von Kolberg                                 |       |       |
|     | Andreas von Stettheim | salzburgischer Geistlicher                                |       |       |
|     | Pero Díaz de Toledo   | spanischer Humanist, Jurist und Autor                     |       |       |